# Rosée-du-Mont-d'Or

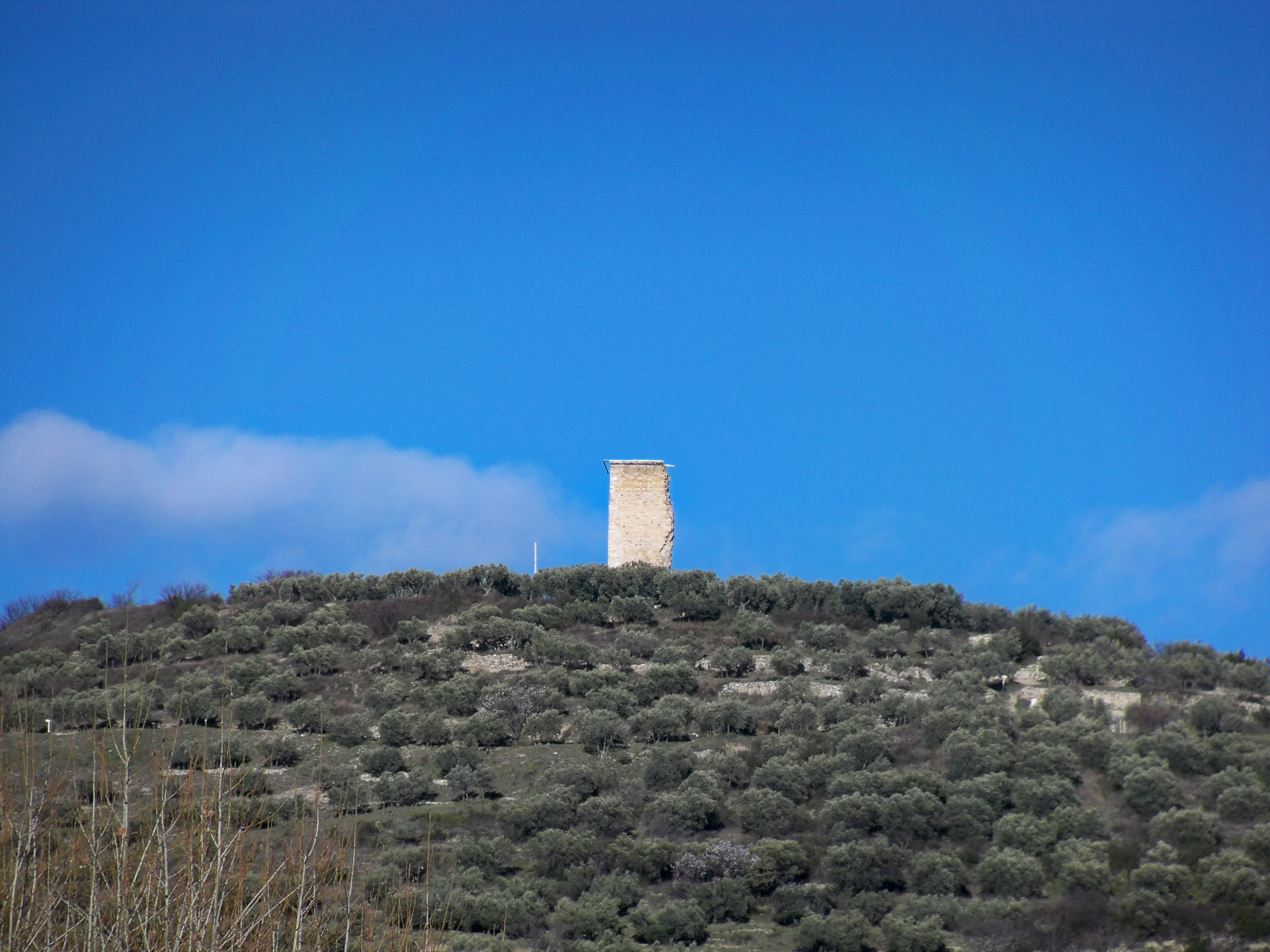
La tour du mont d’Or cernée par les oliviers Rosée-du-Mont-d’Or.

La Rosée-du-Mont-d’Or est une variété d’olive des Alpes-de-Haute-Provence qui fait partie des variétés de l’AOP « Huile d’Olive de Haute-Provence »,. 